# Грічовський канал
Грічовський канал (словац. Hričovský kanál) — меліоративний канал річки Ваг, протікає в окрузі Жиліна.
Довжина приблизно 28,4-29,3 км. Витік знаходиться під водосховищем Грічов; на руслі розташовано ГЕС Мікшова і ГЕС Повазька Бистриця; впадає у водосховище ГЕС Носиці..